# Kirchbach (Oederan)
Kirchbach ist ein Gemeindeteil der Stadt Oederan im Landkreis Mittelsachsen.

## Geografie
Kirchbach liegt etwa 22 Kilometer ostnordöstlich der sächsischen Großstadt Chemnitz. Nördlich des Ortes verläuft die Bundesstraße 173 Chemnitz–Dresden.
Nachbarorte von Kirchbach sind Oberschöna im Nordosten, Linda im Osten, Oberreichenbach im Südosten, Gahlenz im Süden, Görbersdorf und Oederan im Südwesten sowie Memmendorf und Frankenstein im Nordwesten.

## Geschichte

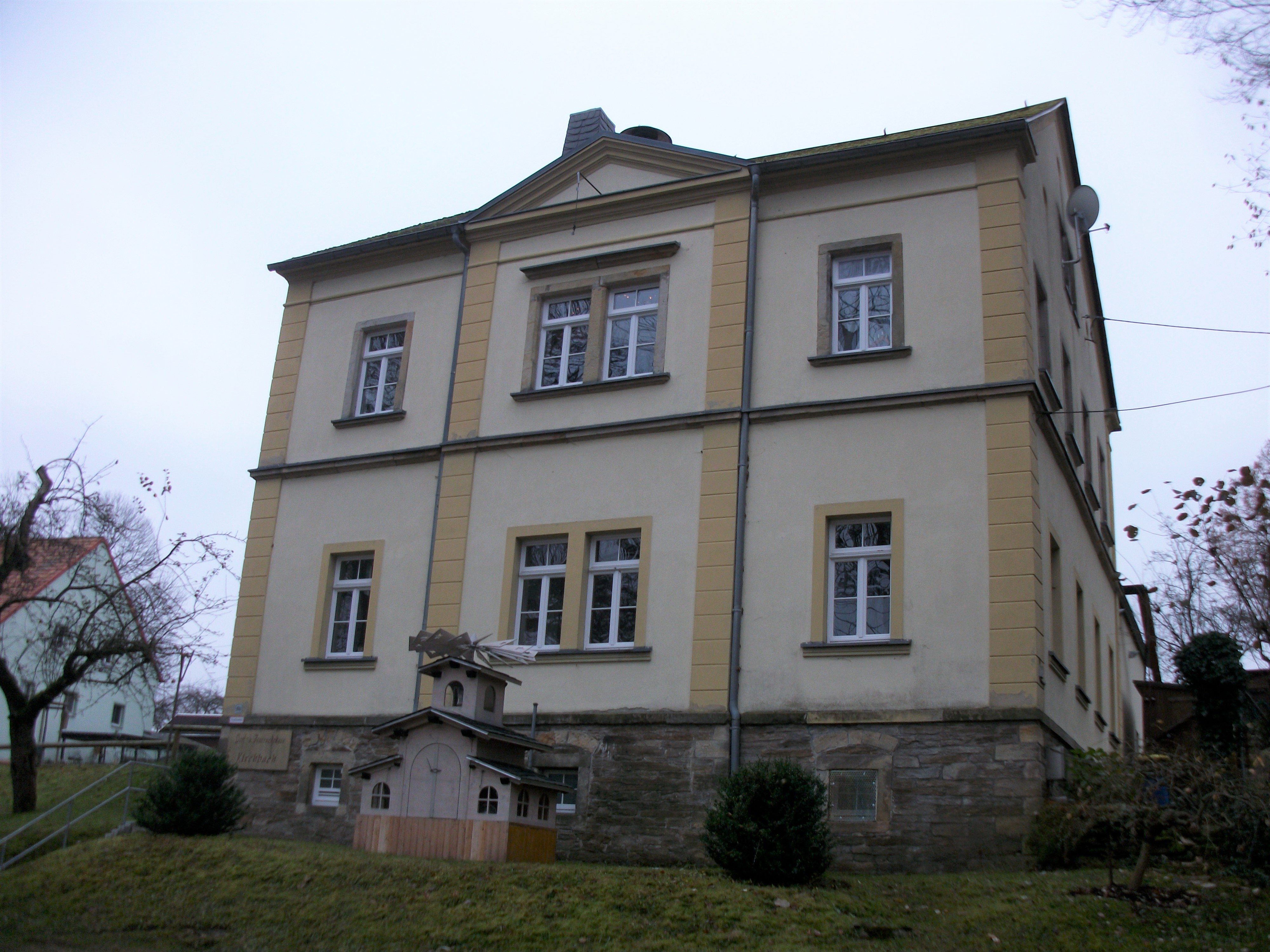
Dorf- und Feuerwehrhaus Kirchbach (ehemalige Schule) mit Ortspyramide

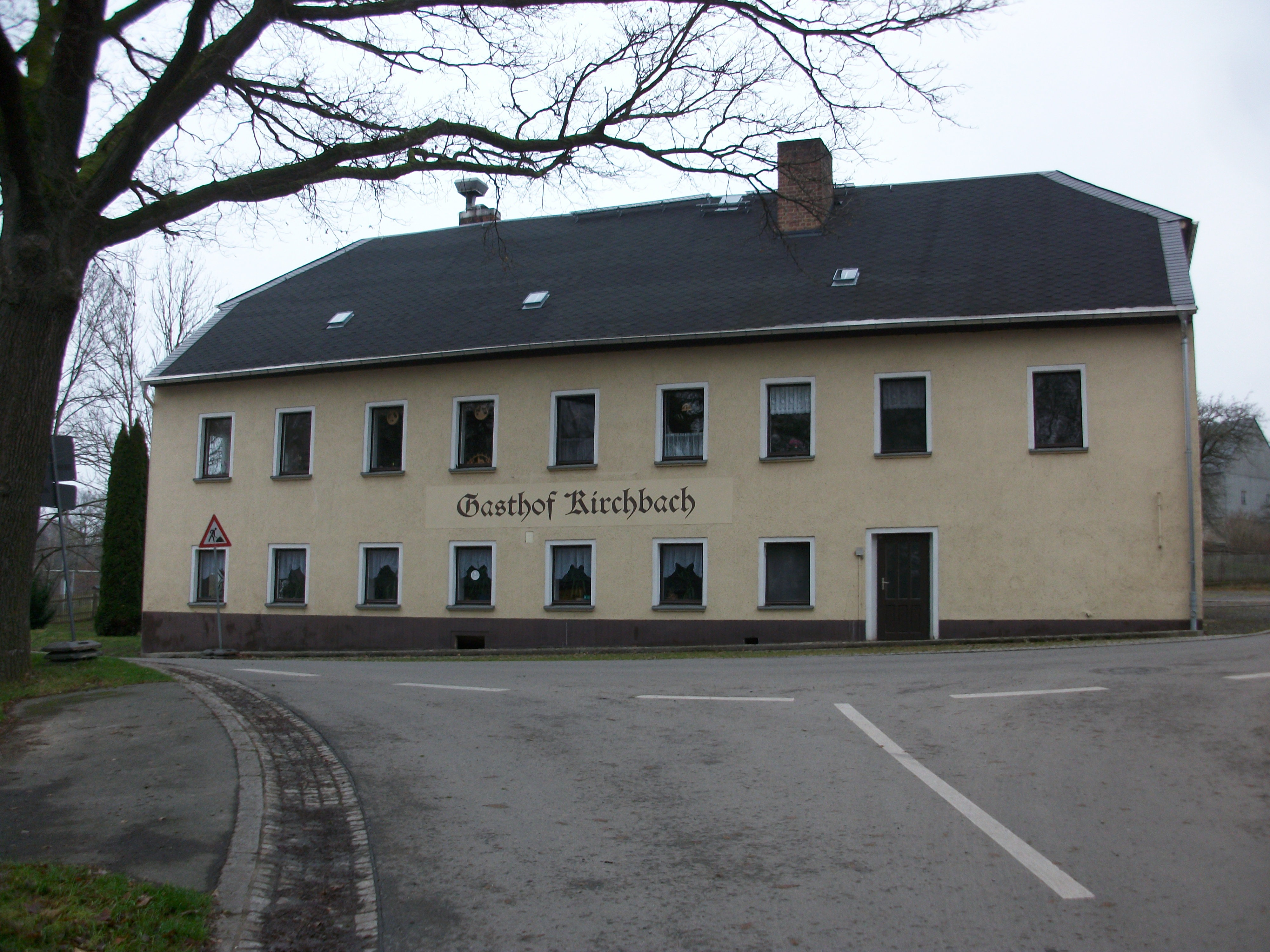
Gasthof Kirchbach

Die erste belegte Ortsnamenform datiert von 1376 als Kirbach. In diesem Jahr wurde Kirchbach, das bis zu diesem Zeitpunkt zum Benediktinerkloster Chemnitz gehörte, für 190 Schock Freiberger Groschen an Markgraf Wilhelm I. zu Meißen und dessen Brüder auf Schellenberg verkauft, und war bis 1652 Augustusburger Amtsdorf. Nach dem Dreißigjährigen Krieg (1618–1648) war Kirchbach vollständig verwüstet und zählte nur noch acht Einwohner. Der Kurfürst vererbte das Dorf 1652 an Nicol von Schönberg, der als Kreissteuereinnehmer und Kriegskommissar im Dienst des Landesherrn stand, um „dessen unverdrossene, treuen, nützliche, untertänigste geleistete Dienste“ zu belohnen. Im Jahr 1764 war der Ort dem Rittergut Oberschöna im Kreisamt Freiberg zugehörig, das sich ebenfalls im Besitz der Familie von Schönberg befand. Als letzteres von Friedrich Alexander von Schönberg verkauft wurde, erwarb es der Kreiskommissar von Carlowitz auf Großhartmannsdorf. Die Einwohner von Kirchbach waren ihren Grundherren zu Zins- und Frondiensten verpflichtet.
Von 1808 bis 1813 musste die Gemeinde Kriegskosten tragen. Außer Gespanndiensten und Getreide-, Stroh- und Heulieferungen wurde der Gemeinde während dieser Zeitspanne 3.510 Taler Kriegskontribution auferlegt.
August Schumann nennt 1817 im Staats-, Post- und Zeitungslexikon von Sachsen Kirchbach betreffend u. a.:
„Es hat eine Filialkirche von Frankenstein, einigen Bergbau, und gehört schriftsässig zu dem Rittergut Ober-Schöna. Kirchbach zeichnet sich durch die, seit einigen Jahren erst bewirkte, Schulverbesserung aus, wodurch der Domherr und Amtshauptmann von Carlowitz ein so ehrenvolles Denkmal sich gestiftet hat.“
Albert Schiffner ergänzt 1830 u. a.:
„[…] hat jetzt g. 250 Seelen, auch 2 Huthäuser (zum Neuen Segen Gottes, nördlich v. Orte, u. zum Himmelsfürsten, in W), ein Erbgericht u. 1 Mühle, […].“
Ab 1856 gehörte Kirchbach zum Gerichtsamt Oederan und ab 1875 zur Amtshauptmannschaft Flöha. Bei einem Bombenangriff auf Chemnitz im Februar 1945 gingen 16 Bomben auf Kirchbacher Flur nieder, die glücklicherweise nur geborstene Fensterscheiben und geringe Dachschäden zur Folge hatten. Durch die zweite Kreisreform in der DDR kam Kirchbach im Jahr 1952 zum Kreis Flöha im Bezirk Chemnitz (1953 in Bezirk Karl-Marx-Stadt umbenannt), der ab 1990 als sächsischer Landkreis Flöha fortgeführt wurde und 1994 im Landkreis Freiberg aufging.
Am 1. Januar 1994 wurde Kirchbach nach Oederan eingemeindet. Seit 2008 gehört der Ort zum Landkreis Mittelsachsen.
Im Jahr 2010 konnte Kirchbach beim bundesweiten Wettbewerb Unser Dorf hat Zukunft Gold gewinnen.

### Entwicklung der Einwohnerzahl
| Jahr | Einwohnerzahl                                       |
| ---- | --------------------------------------------------- |
| 1551 | 27 besessene Mann, 11 Inwohner, 53 Hufen            |
| 1764 | 26 besessene Mann, 4 Gärtner, 5 Häusler, 37 ½ Hufen |
| 1834 | 335                                                 |
| 1871 | 360                                                 |

| Jahr | Einwohnerzahl |
| ---- | ------------- |
| 1890 | 344           |
| 1910 | 336           |
| 1925 | 353           |
| 1939 | 338           |

| Jahr | Einwohnerzahl |
| ---- | ------------- |
| 1946 | 453           |
| 1950 | 446           |
| 1964 | 335           |
| 1990 | 241           |

### Kirche und Steinkreuz

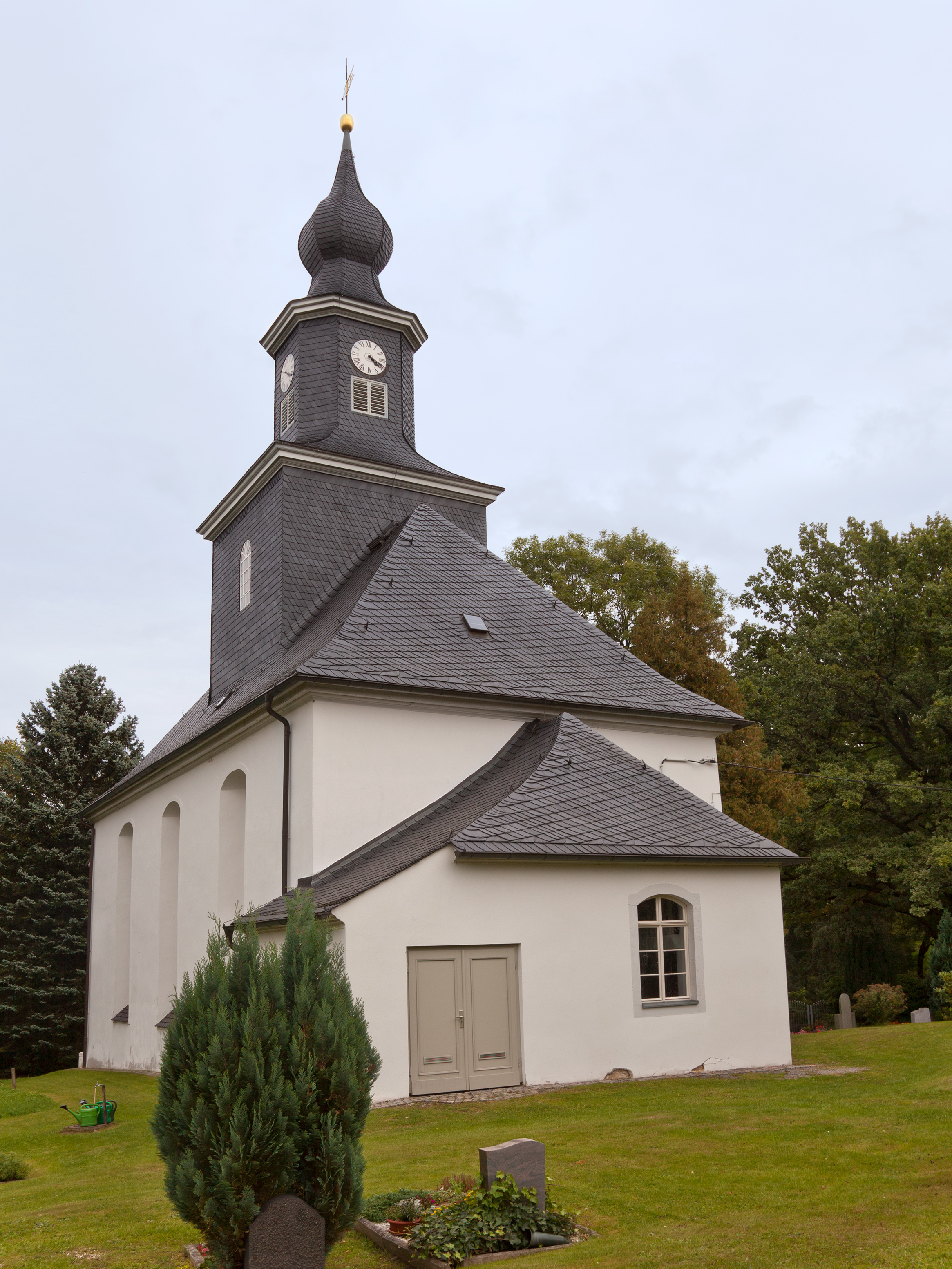
Kirche

Ursprünglich stand in Kirchbach eine Wallfahrtskapelle, die vom Oederaner Kloster mit versorgt wurde. Ein 1750 erstelltes Gutachten über den Kirchbau spricht von Baufälligkeit des Daches und abgefaulten Balken, einer dunklen und finstren Kirche, einer alten Kanzel und Altar. Beschlossen wurde, das vorhandene Gewölbe herausgeschlagen, eine neue Decke und ein neues Kirchengestühl und größere Fenster herzustellen. 1777 wurde mit dem Umbau begonnen, am 26. Oktober 1784 fand die Einweihung statt. Der 1783 neugeschaffene Kanzelaltar ist das Werk des Frankenberger Bildhauers Christian Gottfried Seypt. Der frühere spätgotische Altar steht restauriert im Stadt- und Bergbaumuseum Freiberg.
Nach rund 100 Jahren erneuerte man den Kirchbau 1883 innen und außen. Zwei Jahre darauf beschaffte die Gemeinde durch freiwillige Gaben ein neues Geläut und 1890 eine neue Orgel, da die alte 1800 durch Blitzschlag zerstört worden war.
Im Ersten Weltkrieg wurden zwei der Kirchenglocken eingeschmolzen. Nachdem 1923 nach Spendenaktionen das Geläut wieder geweiht werden konnte, wurden die Glocken 1942 erneut zu Kriegszwecken eingeschmolzen. Erst 1958 erklang der Dreiklang der Kirchenglocken wieder vom Turm. Sie wurden 2001 ebenso wie der Kirchturm erneuert. Die Restaurierung des Kirchenschiffs wurde 2021 abgeschlossen.

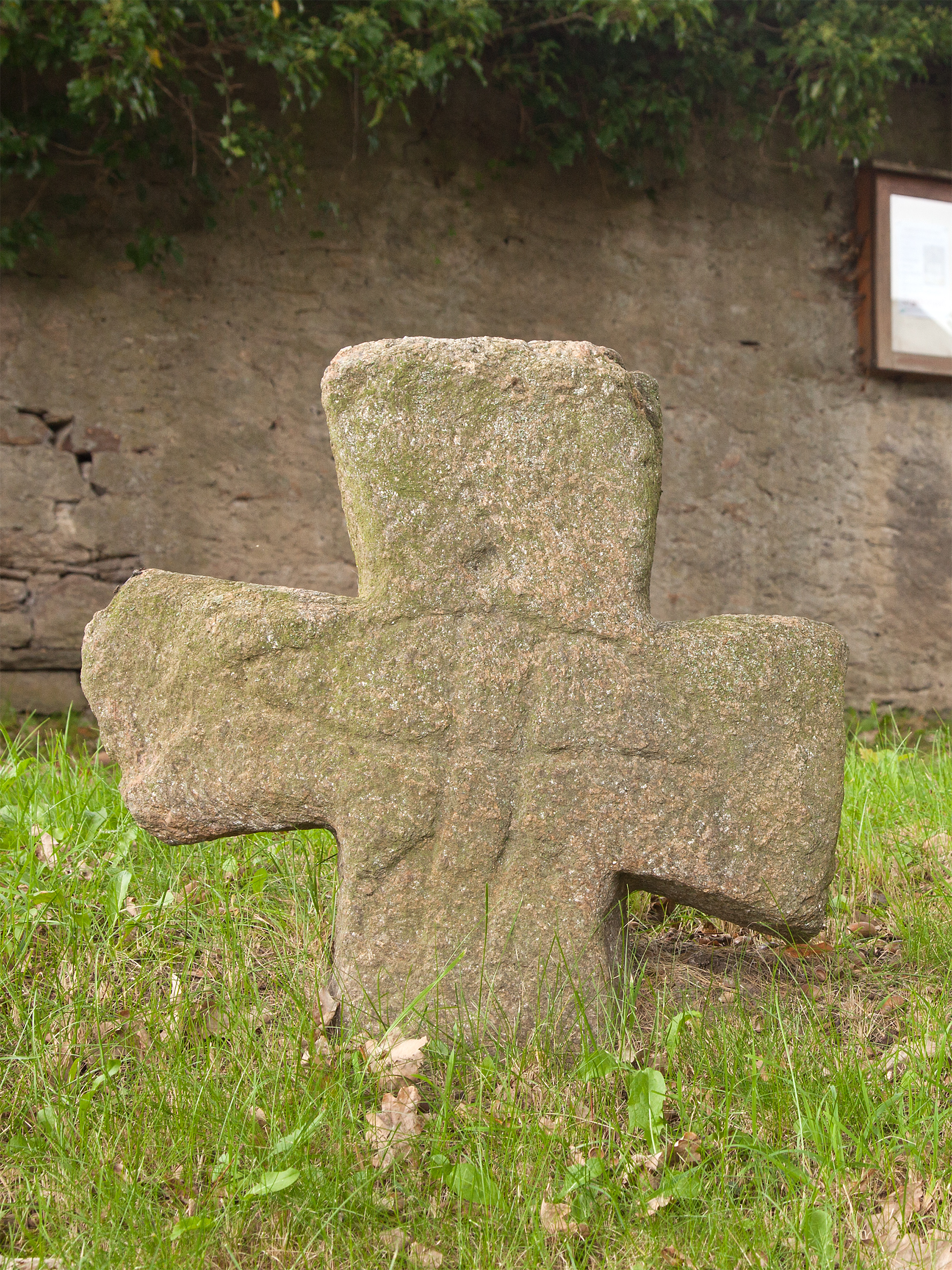
Steinkreuz

Am südlichen Ende des Kirchhofs befindet sich ein Steinkreuz, das vermutlich zwischen 1920 und 1925 nach einem Hochwasser am Bachufer liegend gefunden wurde. Bis 1968 stand es am nordöstlichen Ortsausgang an einen Baum gelehnt, am 9. Oktober 1969 wurde es am heutigen Standort einbetoniert. Auf einer Seite sind eine Armbrust und eine Rundmarke eingeritzt, auf der Rückseite befinden sich undeutbare Vertiefungen.

## Religion
Die evangelischen Bewohner von Kirchbach gehören zur Evangelisch-lutherischen Kirchgemeinde Oederan, die römisch-katholischen zur Gemeinde St. Theresia in Flöha als Teil der Katholischen Pfarrei St. Johannis der Evangelist Freiberg.